# 红色交响乐队

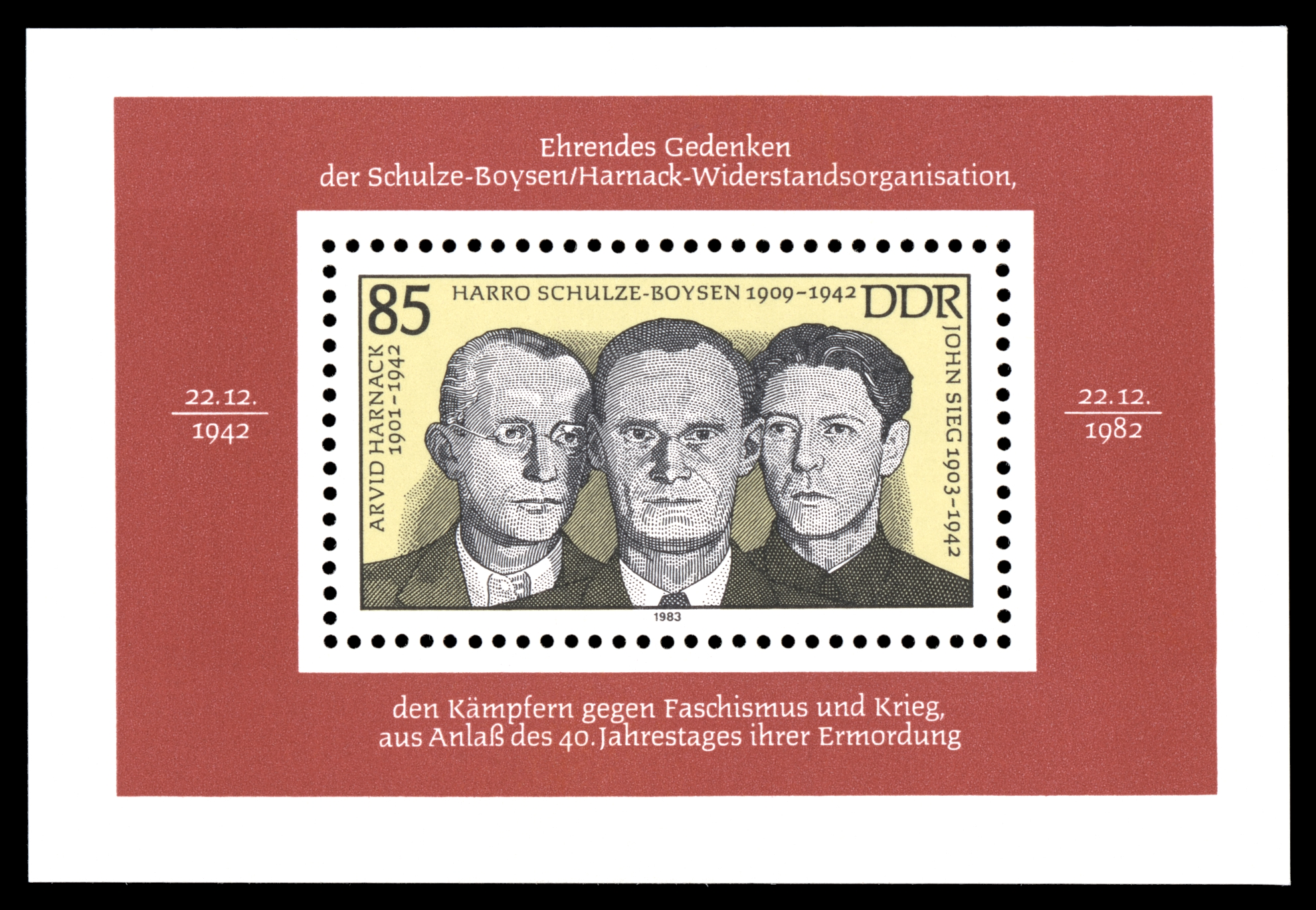
印有红色交响乐队主要人物的民主德国邮票，从左到右阿维德·哈纳克、哈罗·舒尔茨-博伊森、约翰·齐克

红色交响乐队（德語：Die Rote Kapelle）是第二次世界大战期间利奥波德·特雷伯为苏联情报机构内务人民委员部国家安全总局在纳粹德国内部构建的反抗纳粹的组织。该组织具名的人物有400位，他们的反抗方式包括印发传单以煽动公民不服从、帮助犹太人和反对人士逃离纳粹政权、记录纳粹罪行并将其传递给盟国。